# Chlorure de vinyle (maladie professionnelle)
L'intoxication au chlorure de vinyle est reconnue comme maladie professionnelle en France.
Cet article relève du domaine de la législation sur la protection sociale et a un caractère davantage  juridique que médical.

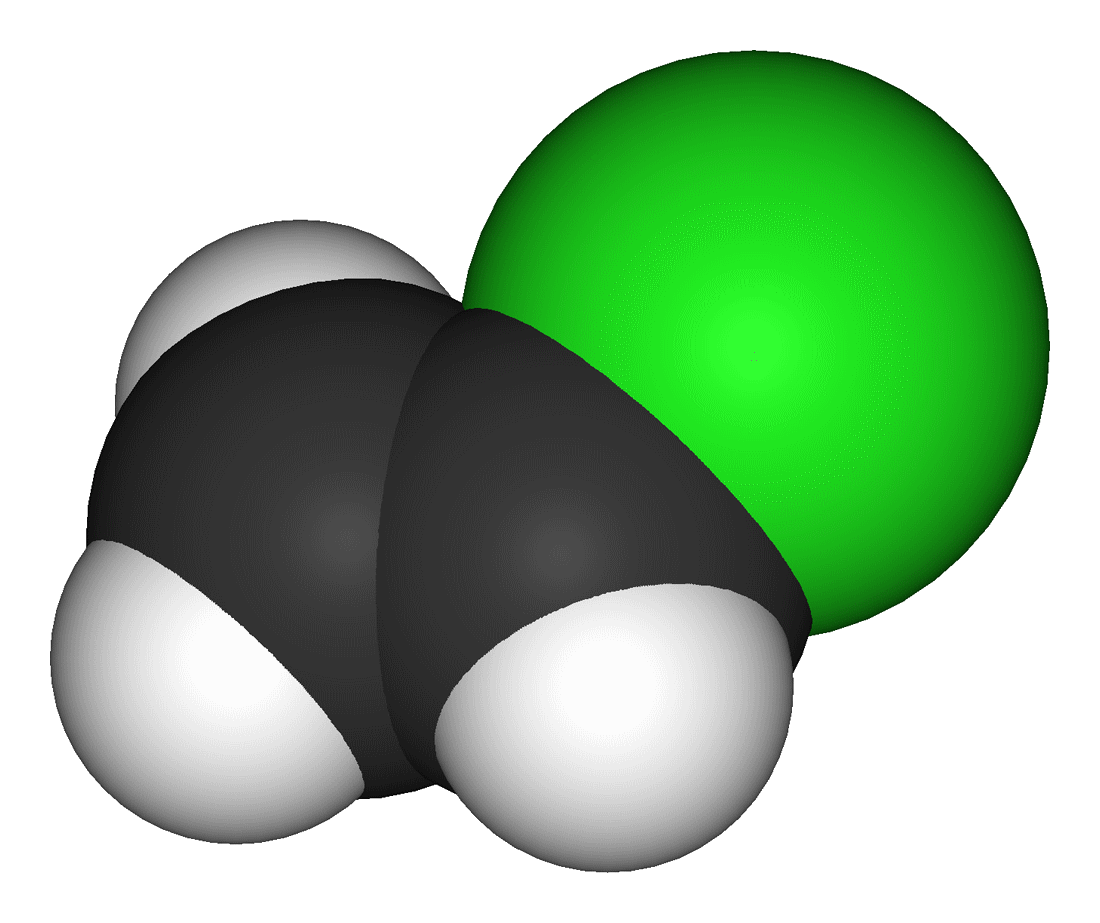
Molécule de chlorure de vinyle

## Législation en France

### Régime général
| Fiche Maladie professionnelle | Fiche Maladie professionnelle | Fiche Maladie professionnelle |
| Ce tableau définit les critères à prendre en compte pour qu'une affection provoquée par le chlorure de vinyle soit prise en charge au titre de la maladie professionnelle | Ce tableau définit les critères à prendre en compte pour qu'une affection provoquée par le chlorure de vinyle soit prise en charge au titre de la maladie professionnelle | Ce tableau définit les critères à prendre en compte pour qu'une affection provoquée par le chlorure de vinyle soit prise en charge au titre de la maladie professionnelle |
| Régime Général. Date de création : 9 novembre 1972 | Régime Général. Date de création : 9 novembre 1972 | Régime Général. Date de création : 9 novembre 1972 |
| Tableau N° 52 RG | Tableau N° 52 RG | Tableau N° 52 RG |
| Affections provoquées par le chlorure de vinyle monomère. Durée d'exposition : six mois                                                                                   | Affections provoquées par le chlorure de vinyle monomère. Durée d'exposition : six mois                                                                                   | Affections provoquées par le chlorure de vinyle monomère. Durée d'exposition : six mois                                                                                   |
| --- | --- | --- |
| Désignation des Maladies | Délai de prise en charge | Liste indicative des principaux travaux susceptibles de provoquer ces maladies                                                                                            |
| Troubles angioneurotiques des doigts et des orteils. | 5 ans (sous réserve d'une durée d'exposition de 6 mois) | Travaux exposant à l'action du chlorure de vinyle monomère, notamment les travaux exécutés dans les ateliers de polymérisation.                                           |
| Ostéolyse des phalanges unguéales des mains confirmée radiologiquement.                                                                                                   | 3 ans (sous réserve d'une durée d'exposition de 6 mois) | |
| Angiosarcome | 30 ans (sous réserve d'une durée d'exposition de 6 mois) | |
| Syndrome d'hypertension portale spécifique | 30 ans (sous réserve d'une durée d'exposition de 6 mois) | |
| - Soit avec varices œsophagiennes, splénomégalie et thrombocytopénie. - Soit avec fibrose ou dysplasie des cellules endothéliales.                                        | | |
| Date de mise à jour : 7 septembre 1991 | | |

### Données professionnelles
L'utilisation de loin la plus importante du chlorure de vinyle est sa polymérisation pour fabriquer le PVC. L'opération à risque étant le décroutage des autoclaves après polymérisation.
De grandes quantités sont consommées pour produire d’autres hydrocarbures chlorés notamment éthylidène, 1,1,1-trichloréthane, trichloréthylène, tétrachloroéthylène, et chlorure de vinylidène.
La toxicité du chlorure de vinyle limite son utilisation dans les biens de consommation, bien qu'il ait historiquement (jusqu'en 1974) servi de gaz propulseur pour les aérosols. Le risque cancérogène a été établi depuis longtemps et la responsabilité légale éventuelle des industriels est comparable à celle qu'ils ont connu pour l’amiante (impliqué dans l’origine du mésothéliome).
L'accumulation d'émanations de chlorure de vinyle dans les salons de coiffure excédant largement les directives limitant l'exposition et son risque mutagène élevé l’ont rendu responsable d'une probable augmentation de l'incidence des cancers professionnels dans les métiers les plus exposés.
Il a été brièvement utilisé comme gaz anesthésique, et comme fluide frigorigène dans la même mesure que le chlorure d'éthyle, bien que sa toxicité ait contraint à abandonner cette pratique. Dans cette utilisation il est en effet le seul représentant de le classe B3 (hautement toxique, hautement inflammable).

### Données médicales
- Cancérigène : Angiosarcome du foie. Cette tumeur normalement très rare est devenue « l’un des événements sentinelles les plus importants de l’histoire de la médecine du travail » et a « conduit à la reconnaissance internationale du statut d’agent cancérigène du chlorure de vinyle », après la découverte, dans les années 1970, dans une usine B.F. Goodrich du quartier de Rubbertown, à Louisville, dans le Kentucky (États-Unis), des angiosarcome du foie chez quatre personnes œuvrant au processus de polymérisation du chlorure de polyvinyle[2].
- Spasmes vasculaires douloureux des extrémités : Syndrome de Raynaud
- Atteintes osseuses : Ostéolyse des phalanges unguéales (aspect de pseudo fractures sur les radiographies des doigts)

Gaz dangereux sous la forme monomère à cause du risque cancérogène avéré chez l'homme, il est rendu inerte lors de sa polymérisation en PVC. En 1970, des mesures draconiennes ont été prises : la limite est désormais de 5ppm dans l’air des ateliers lors de la polymérisation du PVC et de 1ppm dans les matériaux et objets en PVC aptes au contact alimentaires ou en contact avec des aliments.

### Phrases de risqueetconseils de prudenceselon l'INRS
Règles Étiquetage
- R: 45 (Peut causer le cancer)
- R: 12 (Extrêmement inflammable)

T-Toxique

F+-Hautement inflammable

- S: 53 (Éviter l'explosion, se procurer des instructions spéciales avant utilisation)
- S: 45 (En cas d’accident ou de malaise consulter immédiatement un médecin (si possible lui montrer l’étiquette))
- 200-831-0: (Étiquetage CE)

## Sources spécifiques
- (fr) Tableau N° 52 des maladies professionnelles du régime Général
- (fr) Fiche internationale de sécurité
- (fr) Fiche toxicologique de l'INRS
- (fr) Fiche INERIS

## Sources générales
- (fr) Tableaux du régime Général sur le site de l’AIMT
- (fr) Guide des maladies professionnelles de l’INRS (tableaux et commentaires)